# U.A.R.
U.A.R. — український рок-гурт, який грає у жанрі альт рок/метал.

## Історія
Гурт «U.A.R.» засновано 19 січня 2019 року у місті Дніпрі на Водохреще, як спробу створити своє власне обличчя в альтернативній рок музиці з українським характером. Ця ідея і стала фундаментом назви, що являє собою абревіатуру трьох слів: «Ukrainian Alternative Rock».
Назву запропонував фронтмен та лідер гурту Володимир Постольник, вбачаючи в ній простір для прихованого змісту, який кожен слухач може тлумачити на власний розсуд. Наприклад, «країна UAR», «U.A.Rock», також назва звучить як слово «ТИ - РОК» англійською «you are rock».
«В Махно Паб ми грали на одній сцені у складі двох різних гуртів «The lakes» та «Stay with me tonight», в яких були свої творчі та особистісні протиріччя, а вже наступного дня ми зібралися на репетиційній базі та почали втілювати свої найкращі музичні ідеї в рамках нового колективу», - пояснюють музиканти.
Основна тематика пісень гурту: особистісне зростання людини; боротьба зі своїми темними сторонами та загострення уваги на екологічній ситуації у світі.
Цікава інформація про учасників колективу:
Артем Пахота – єдиний учасник гурту, який отримав вищу музичну освіту в Дніпропетровській академії музики імені М. Глінки. Інші учасники мають юридичну та технічну освіту.
У 2019 році гурт брав участь у наступних фестивалях: Spring music fest-2019 м. Дніпро; Tattoo fest-2019 м. Дніпро; Kozak FEST-2019 Дніпропетровська область; Великий Пірс-2019 м. Дніпро; Мотобрат-2019 м. Дніпро; Залізна міць-2019 м. Кривий Ріг; October rock fest-2019 м. Дніпро;
На рахунку колективу: ЕР «Залізні хвилі», 5 відео робіт та 3 сингли.
09.05.2019 гурт презентував дебютний відеокліп «У герці».
06.07.2019 відбувся реліз другого відеокліпу на пісню «05:35», над якою Володимир Постольник почав працювати ще у складі колективу «THE LAKES».
26.09.2019 гурт презентував третій відеокліп «Стыцамен (Иван Дорн cover)». Так, в липні 2019 року в місті Дніпрі U.A.R. брав участь у музичному конкурсі «Молодий Пірс» в рамках програми «Культурна столиця». За умовами проекту групи мали підготувати кавер-версію однієї з запропонованих пісень. Було обрано відому композицію Івана Дорна «Стыцамен». Переосмислений хіт органічно поєднувався з напрацьованим матеріалом U.A.R. і вже після першого виконання наживо музиканти отримали позитивний фідбек про необхідність створення студійного запису нетривіального каверу. 
19.06.2020 гурт презентував дебютний альбом «Залізні хвилі».
16.07.2020 відбувся реліз четвертого відеокліпу «Крик».
29.09.2020 гурт опублікував перше інтерв'ю рубрики «запитайуuar».
03.10.2020 гурт презентував п'ятий відеокліп «Залізні хвилі».
У 2020 році гурт брав участь у наступних фестивалях: Волонтер фест-2020 м. Запоріжжя; Шевченко фест-2020 м. Херсон.

## Учасники
- Володимир Постольник – вокал, гітара
- Дмитро Кондратьєв – гітара
- Юрій Яровенко – бас-гітара
- Артем Пахота – ударні

## Дискографія
ЕР-2020 «Залізні Хвилі» [Архівовано 17 січня 2021 у Wayback Machine.]
19.06.2020 в МахноПАБ м. Дніпро відбулась презентація нового альбому гурту U.A.R. «Залізні хвилі».
«Залізні хвилі життя постійно намагаються розбити нас об скелі буденності. Вони невпинні та безжалісні хижаки. Однак, вони не в змозі здолати того, хто має сили пірнути до самого дна та віднайти справжнього себе. Саме про це наш дебютний альбом».
Автор тексту пісень: Володимир Постольник
Автори музики пісень: Володимир Постольник, Дмитро Кондратьєв, Артем Пахота
Аранжування: Володимир Постольник, Дмитро Кондратьєв, Артем Пахота
Mixing/mastering by «JARO SOUND» [Архівовано 18 лютого 2021 у Wayback Machine.]:
https://www.facebook.com/pg/thejarosound/about/?ref=page_internal
Окрема дяка Traditional tattoo майстру Михайлу Копєйкіну за фото до альбому.
Дизайн фото та відео: Володимир Постольник

### Пісні альбому "Залізні хвилі"
1) «Саме та»
У зв’язку з ситуацією, що склалася в країні та світі, на теперішній час кожен з нас отримав змогу частіше залишатись на самоті. На самоті людина здатна вчинити щось дуже величне або щось дуже жахливе. Лише на самоті нашою найкращою подругою стає депресія.
Ця пісня про саме ту, про королеву негативних емоцій – депресію. Коли вона прийде до вас наступного разу, не заливайте її алкоголем та іншою бридотою, прислухайтеся до неї, адже вона прийшла, щоб сказати щось дуже важливе.
Цією піснею ми хочемо підтримати всіх людей у цей складний час та повідомити, що вони не самі.
2) «Step up»
Ця пісня точно допоможе налаштувати свої думки на позитивні хвилі, активізувати все найкраще в собі та послати до дідька кляті стереотипи. Будьте творцями свого життя і пам`ятайте, ТОЙ день вже настає. Step up, step up, вище догори!
3) «Блукаючи в пітьмі»
Блукаючи в пітьмі – це своєрідний діалог нашої матінки Землі зі своїми дітьми, більша частина з яких, на превеликий жаль, має неперевершений хист до самознищення.
4) «Крик» [Архівовано 9 травня 2022 у Wayback Machine.]
Коли почуваєшся фріково, коли для всіх навколо ти чужий, коли добровільно потопаєш з головою у цій трясовині.
5) «Залізні хвилі» [Архівовано 9 травня 2022 у Wayback Machine.]
Залізні хвилі життя постійно намагаються розбити нас об скелі буденності. Вони невпинні та безжалісні хижаки. Однак, вони не в змозі здолати того, хто має сили пірнути до самого дна та віднайти справжнього себе.

## Відеокліпи
1) "У герці"
«У герці» - це діалог зі своїм внутрішнім Я. Це своєрідна мантра подолання власного страху у внутрішньому герці під час прийняття доленосного рішення кардинально змінити своє життя та реалізувати свої справжні, але надійно замасковані здібності. Разом з тим зміст цієї пісні передає оптимістичний настрій хлопців, не дивлячись на тяжку ситуацію в країні, не треба жалітися та «ховати обличчя в долонях», необхідно «запалювати нові вогні».    
Режисер і оператор – Максим Лавренчук.
Саунд режисер – Руслан Дубовик.
Автор тексту пісні – Володимир Постольник.
Автори Музики пісні – Володимир Постольник, Дмитро Кондратьєв, Артем Пахота.
Локація – Дніпро-Арена (м. Дніпро, Україна) Tattoo fest 2019.
2) "05:35"
«05:35»: Ліричний герой охоплений відчаєм, його душа розривається на 2 особистості: вічного романтика та безкомпромісного циніка. Виснажений внутрішньою боротьбою, ліричний герой відчуває, що втрачає справжнього себе та звертається до Всевишнього з найгострішими запитаннями. У ту ж саму мить він відчуває, що утікаючи від самого себе та невирішених проблем, він біжить у протилежному напрямку. Він зупиняється та повертається на нове коло життєвого шляху.
Режисер і оператор – Максим Лавренчук.
Саунд режисер – Руслан Дубовик.
Автор тексту пісні – Володимир Постольник.
Автори Музики пісні – Володимир Постольник, Дмитро Кондратьєв, Артем Пахота.
Локації:      - рідне місто Дніпро, Україна
- студія звукозапису KSRecords   
3) Стыцамен (Иван Дорн cover) [Архівовано 12 лютого 2020 у Wayback Machine.]
Як і коли народилася кавер-версія пісні:
В липні 2019 року в місті Дніпрі U.A.R. брав участь у музичному конкурсі «Молодий Пірс» в рамках програми «Культурна столиця». За умовами проекту групи мали підготувати кавер-версію однієї з запропонованих пісень. Було обрано відому композицію Івана Дорна «Стыцамен». Переосмислений хіт органічно поєднувався з напрацьованим матеріалом U.A.R. і вже після першого виконання наживо музиканти отримали позитивний фідбек про необхідність створення студійного запису нетривіального каверу.
Де записували:
Пісню записано протягом серпня-вересня 2019 року на різних студіях міста Дніпра. Як і для попередніх робіт, барабани записували на студії Сергія Криворучко, вокал – на студії Андрія Карачуна, гітари і бас – на самостійно облаштованій репетиційній студії U.A.R. Звукорежисер – Руслан Дубовик.
Локація зйомок кліпу:
Відео поєднує кадри виступу на фінальному концерті конкурсу «Великий Пірс» (06.09.2019) та окремо відзнятий матеріал на дніпровській «mozaik studio» (07-08.09.2019).
Режисер, автор сценарію відео роботи:
Режисером та автором сценарію відео роботи є Максим Лавренчук – незмінний генератор сміливих ідей, людина, яка постійно надихає юарівців своєрідним баченням рок мистецтва. Це вже третя сумісна відео робота U.A.R. і Максима.
Ідея відео роботи:
Шалена енергетика «Великого Пірсу» надихнула U.A.R. залишити теплі спогади про чудове музичне літо в Дніпрі у форматі відео. Воно має нагадати про зв'язок шедеврів 90-х та 2000-х років з сьогоденням, актуальність для різних поколінь творчості таких монстрів рок музики як: System of a down, Metallica, Papa Roach, Limp Bizkit, Linkin Park, Korn, Rammstein, Slipknot та інших.
Ці музичні надбання у поєднанні з унікальною хімією музикантів породжують на світ нестримну пристрасть, якої «не треба соромитися», – творчість U.A.R.
Все вищезазначене яскраво відображається у відео роботі.
Особливості роботи над кліпом, труднощі які виникли в процесі підготовки:
Труднощі трапляються завжди, коли ти працюєш над чимось дійсно вагомим та намагаєшся вижати максимум з наявних ресурсів. Більшу частину відео планували відзняти на «Великому Пірсі» 06.09.2019. Однак, за декілька днів до концерту програму виступу гурту скоротили до 20-ти хвилин. Ця критична ситуація створила справжню перешкоду для зйомок та реалізації ідеї відео. Час зйомок був справжнім безшабашним раундом, в якому музикантам і відео режисеру необхідно було викладатися на 200%.
Що отримали в результаті ви можете спостерігати самі.
4) "Крик" [Архівовано 9 травня 2022 у Wayback Machine.]
«Коли почуваєшся фріково, коли для всіх навколо ти чужий, коли добровільно потопаєш з головою у цій трясовині. Саме про це ми кричимо у даному відео.
19 червня в МахноПАБ ми нарешті вигуляли своїх демонів та янголів і презентували дебютний альбом #залізніхвилі , а вже наступного дня розпочали роботу над цим відео. 2 спекотні доби і ночі нестримного креативу, імпровізації та хаосу. Це ще одна візуалізація таємних закутків наших душ. Це наша нова сходинка... нова вершина!»
Автор тексту пісні: Володимир Постольник
Автори музики пісні: Володимир Постольник, Дмитро Кондратьєв, Артем Пахота
Аранжування пісні: Володимир Постольник, Дмитро Кондратьєв, Артем Пахота
SONG: Mixing/mastering by «JARO SOUND»
VIDEO PRODUCTION: «YUZHANE» Максим Лавренчук та Олександр Матвєєв
5) "Залізні хвилі" [Архівовано 9 травня 2022 у Wayback Machine.]
«Залізні хвилі життя постійно намагаються розбити нас об скелі буденності. Вони невпинні та безжалісні хижаки. Однак, вони не в змозі здолати того, хто має сили пірнути до самого дна та віднайти справжнього себе. Саме про це наша пісня та відео».
Автор тексту пісні: Володимир Постольник
Автори музики пісні: Володимир Постольник, Дмитро Кондратьєв, Артем Пахота
Аранжування пісні: Володимир Постольник, Дмитро Кондратьєв, Артем Пахота
SONG: Mixing/mastering by «JARO SOUND»
Локація «Contrabas movie hub»
Оператор Сергій Карпенко та Владислав Долівець за підтримки «Kinomaster studio»
Відео монтаж: Максим Лавренчук